# L'Auberge du Cheval-Blanc (film, 1952)
Pour plus de détails, voir Fiche technique et Distribution.
L'Auberge du Cheval-Blanc (titre original : Im weißen Rößl) est un film allemand réalisé par Willi Forst, sorti en 1952.
Il s'agit d'une adaptation de l'opérette de Ralph Benatzky, livret d'Erik Charell, Hans Müller et Robert Gilbert.

## Synopsis
Léopold, le nouveau maître d'hôtel du "Cheval-Blanc" à Sankt Wolfgang im Salzkammergut, est amoureux de la propriétaire Josefa. Il lui envoie des roses rouges tous les jours. Mais Josefa pense qu'ils sont un cadeau de son client régulier, Otto Siedler, dont Josefa est amoureuse. Elle réserve toujours la seule chambre avec balcon, prépare ses plats préférés et lui adapte tout le processus hôtelier. Léopold méprise Siedler avant même qu'il arrive à l'hôtel. Il est ravi d'accueillir M. Giesecke, un client du Rößl en litige avec Siedler. Giesecke reste au Rößl avec sa fille Ottilie. Siedler tombe amoureux de la jeune femme, ce que ne voit pas Josefa, malgré l'intervention de Léopold, alors lui et Gustl les logent tous les deux dans des chambres de vacances attenantes, leur permettant ainsi d'avoir un rendez-vous.
Cependant, Giesecke a d'autres projets pour sa fille. Il veut la mettre en couple avec le fils de son pire concurrent. À cette fin, il conclut une trêve avec Siedler afin qu'il puisse réunir le jeune Sigismond et Ottilie. Cependant, Sigismund est déjà amoureux de Klarchen, la fille de son ancien professeur Hinzelmann, lors du voyage en train. Siedler continue de courtiser Ottilie. Josefa n'en a aucune idée et continue d'organiser l'entreprise uniquement autour du bien-être de Siedler. Léopold en a assez, il démissionne, car il espère que Josefa reconnaîtra enfin l'importance du maître d'hôtel pour les affaires en cours pendant la période chargée. Cependant, Josefa accepte sa démission sans bouger. Après une nuit sur la route, Léopold a de la chance : l'empereur a personnellement annoncé qu'il assisterait à une fête folklorique en ville et souhaite passer la nuit au "Cheval-Blanc". Josefa est désormais dépendante de Léopold, et il dicte ses conditions : Siedler doit quitter l'hôtel et Josefa doit aller au festival avec lui. Josefa accepte. Lors de la fête, elle réalise pour la première fois que Siedler est amoureux d'Ottilie. Elle est horrifiée et Leopold déduit de sa réaction qu'il n'aura jamais de chance avec elle. Il démissionne finalement.
Le lendemain de la fête, Siedler révèle à Giesecke qu'il a l'intention d'épouser Ottilie. Sigismond annonce à son tour ses intentions de se marier avec Klarchen. Josefa vient à la fête de manière imprévue et est maintenant si déprimée que l'Empereur lui pose des questions sur ses problèmes pendant que le petit-déjeuner est servi. Elle se tient entre deux hommes et n'arrive pas à se décider. Avec un dicton dans le registre de l'hôtel, l'Empereur lui conseille de ne pas viser des sommets inaccessibles lorsque le bonheur est à portée de main. Elle sait maintenant que Leopold est fait pour elle. Il attend juste la lettre de licenciement, elle lui écrit maintenant qu'il est licencié comme maître d'hôtel, mais qu'il peut devenir son mari à vie. Il y a une fin heureuse.

## Fiche technique
- Titre : L'Auberge du Cheval-Blanc
- Titre original : Im weißen Rößl
- Réalisation : Willi Forst assisté de Georg Marischka
- Scénario : Horst Budjuhn, Erik Charell, Harry Halm (de)
- Musique : Ralph Benatzky, Werner Eisbrenner
- Direction artistique : Kurt Herlth, Robert Herlth, Willi Schatz
- Costumes : Charlotte Flemming, Elisabeth Urbancic (de)
- Photographie : Günther Anders
- Son : Heinz Terworth (de)
- Montage : Doris Finlay
- Production : Erik Charell, Günther Stapenhorst
- Société de production : Carlton-Film, Deutsche Styria-Film
- Société de distribution : Gloria Filmverleih
- Pays d'origine :  Allemagne de l'Ouest
- Langue : Allemand
- Format : Couleur - 1,37:1 - mono - 35 mm
- Genre : Musical
- Durée : 95 minutes
- Dates de sortie :
  -  Allemagne de l'Ouest : 19 décembre 1952.
  -  France : 19 juin 1953[1].
  -  Suède : 12 octobre 1953.
  -  Danemark : 21 décembre 1953.
  -  Estado Novo (Portugal) : 29 septembre 1954.

## Distribution
- Johanna Matz : Josefa Vogelhuber, la propriétaire et directrice du "Cheval-Blanc"
- Walter Müller : Leopold, maître d'hôtel
- Johannes Heesters : Dr. Otto Siedler
- Rudolf Forster : L'Empereur
- Paul Westermeier : Giesecke
- Marianne Wischmann (de) : Ottilie, sa fille
- Sepp Nigg (de) : Prof. Hinzelmann
- Ingrid Pan (de) : Klärchen, sa fille
- Ulrich Beiger : Sigismund
- Walter Koch : Gustl
- Klaus Pohl : Loidl, mendiant
- Alfred Pongratz (de) : le bourgmestre
- Meggie Rehrl-Hentze : une femme amoureuse
- Jean Gargoet : un homme amoureux
- Ady Berber : le portier du "Cheval-Blanc"
- Walter Jura : le chanteur

## Production
L'opérette L'Auberge du Cheval-Blanc a déjà fait l'objet d'une adaptation en 1926 (de) par Richard Oswald et 1935 par Karel Lamač.
Paula Wessely était à l'origine destinée au rôle de Josefa, mais elle est contractuellement liée à une autre société de production, c'est pourquoi le rôle de la logeuse est réécrit pour la jeune Johanna Matz.
Le film est tourné en septembre et octobre 1952 au studio de cinéma Carlton à Munich-Schwanthaler Höhe. Certaines des prises de vue extérieures ont lieu à l'emplacement d'origine à St. Wolfgang dans le Salzkammergut, mais principalement dans la ville bavaroise de Kochel am See. Des tensions sont apparues avant et pendant le tournage : tout d'abord, Karl Hartl et Helmut Käutner refusent la réalisation du film, car ils ne veulent pas travailler avec le directeur artistique Erik Charell, considéré comme difficile. Willi Forst, en revanche, est en conflit avec les acteurs, car il ne leur permet pas d'interpréter eux-mêmes les rôles. Heinrich Haas, qui cofinance le film, veut faire jouer Ottilie par Nadja Tiller, mais le réalisateur Forst convainc de Marianne Wischmann.
L'opérette sera à nouveau adaptée en 1960 par Werner Jacobs et en 1964 dans une production danoise par Erik Balling.